# Leptopelis karissimbensis
Leptopelis karissimbensis es una especie de anfibios de la familia Arthroleptidae.
Habita en República Democrática del Congo, Ruanda y Uganda.
Su hábitat natural incluye montanos tropicales o subtropicales, áreas de arbustos a tropicales o subtropicales a gran altitud,praderas a gran altitud, ríos y marismas de agua fresca.
Está amenazada de extinción por la pérdida de su hábitat natural.